# Worku Bikila
Worku Bikila (* 6. Mai 1968 in der Provinz Arsi) ist ein ehemaliger äthiopischer Langstreckenläufer.
Sein erster internationaler Erfolg war der Gewinn der Silbermedaille im 5000-Meter-Lauf bei den Leichtathletik-Afrikameisterschaften 1992 auf Mauritius. Im selben Jahr belegte er bei den Olympischen Spielen in Barcelona den sechsten Platz über diese Distanz. Bei den Leichtathletik-Afrikameisterschaften 1993 in Durban wurde er Dritter und kurze Zeit später bei den Leichtathletik-Weltmeisterschaften in Stuttgart Vierter über 5000 m. Nachdem er bei den Leichtathletik-Weltmeisterschaften 1995 in Göteborg Sechster geworden war, startete er bei den Olympischen Spielen 1996 in Atlanta über 10.000 m. Er gewann seinen Vorlauf, erreichte im Finale aber nur den 17. Platz. Bei den Weltmeisterschaften 1997 in Athen wurde er Zwölfter über 5000 m.
Danach konzentrierte er sich zunehmend auf Straßenläufe. So gewann er unter anderem 1997 den Zevenheuvelenloop. Im folgenden Jahr wiederholte er dort seinen Sieg und setzte sich außerdem beim Parelloop und bei den Tilburg Ten Miles durch. 1999 wurde er Zweiter beim Zevenheuvelenloop und 2001 Vierter bei den 20 van Alphen. Jeweils Achter wurde er beim Paris-Marathon 2001 und beim Paris-Halbmarathon 2002. International trat er zuletzt bei den Halbmarathon-Weltmeisterschaften 2002 in Brüssel in Erscheinung, wo er auf Rang 37 einlief und gemeinsam mit Tesfaye Jifar und Ambesse Tolosa den dritten Platz in der Mannschaftswertung errang.
Worku Bikila ist 1,75 m groß und wog in seiner aktiven Zeit 59 kg. Er betreibt ein Hotel in Addis Abeba sowie eine nach ihm benannte Brunnenbaufirma.

## Bestleistungen
- 3000 m: 7:42,44 min, 16. August 1997, Monaco
- 5000 m: 12:57,23 min, 8. Juni 1995, Rom
- 10.000 m: 27:06,44 min, 25. August 1995, Brüssel
- 10-km-Straßenlauf: 27:31 min, 5. April 1998, Brunssum
- 15-km-Straßenlauf: 42:20 min, 16. November 1997, Nijmegen
- 20-km-Straßenlauf: 58:23 min, 11. März 2001, Alphen aan den Rijn
- Halbmarathon: 1:02:15 h, 10. März 2002, Paris
- Marathon: 2:11:48 h, 8. April 2001, Paris